# Oscar Eriksson
Oscar Eriksson   (Örebro, 28 de juny de 1889 - 25 de desembre de 1958) va ser un tirador suec que va competir a començaments del segle xx.
El 1920 va prendre part en els Jocs Olímpics d'Anvers, on disputà dues proves del programa de tir. Guanyà la medalla de plata en la prova de carrabina, 50 metres per equips, mentre es desconeix la posició exacte en què finalitzà la prova de carrabina, 50 metres.
Com a tirador de pistola lliure guanyà diversos campionats nacionals i la medalla de bronze en els campionats del món de 1929.